# Сільський округ Алпамис-батира
Сільський округ Алпами́с-бати́ра (каз. Алпамыс батыр ауылдық округі, рос. сельский округ Алпамыс батыра) — адміністративна одиниця у складі Келеського району Туркестанської області Казахстану. Адміністративний центр — село Акжол.
Населення — 5872 особи (2021; 4620 у 2009, 3957 у 1999, 3569 у 1989).
Станом на 1989 рік існувала Ленінжольська сільська рада (села Достик, Кауинши, Комсомол, Коралас, Ленінжоли). Пізніше села Достик, Коралас та Ушкин (колишнє Комсомол) утворили окремий Ушкинський сільський округ.

## Склад
До складу округу входять такі населені пункти:
| Населений пункт | Колишні назви | Населення, осіб (1989) | Населення, осіб (1999) | Населення, осіб (2009) | Населення, осіб (2021) |
| --------------- | ------------- | ---------------------- | ---------------------- | ---------------------- | ---------------------- |
| Кауинши, село   | -             | 811                    | 1217                   | 1735                   | 2229                   |
| Акжол, село     | Ленінжоли     | 2758                   | 2740                   | 2885                   | 3643                   |